# Mikołaj Cieślak
Mikołaj Cieślak (ur. 6 grudnia 1973 w Warszawie) – polski artysta kabaretowy i aktor, współtwórca Kabaretu Moralnego Niepokoju.

## Życiorys
Studiował na Wydziale Polonistyki Uniwersytetu Warszawskiego.
W dorobku kabaretowym ma wiele wyrazistych i charakterystycznych ról: Gwidona, Bogdana, Bożydara, dresiarza w skeczu Galeria. Oprócz działalności kabaretowej opublikował wraz z Przemysławem Borkowskim i Robertem Górskim tomik wierszy zatytułowany Zeszyt w trzy linie.
Występował w teatrze Capitol w komedii Marka Modzelewskiego Szwedzki stół i komedii Roberta Górskiego Zdrówko. W lutym 2015 zadebiutował w polsko-włoskiej sztuce Quasi-Paradiso (Prawie raj) w reżyserii Roberta Talarczyka, wystawianym w Teatro di Astra w Turynie.
Odpowiadał za obsadę serialu internetowego Ucho Prezesa, w którym grał Mariusza, pierwowzór Mariusza Błaszczaka. Zajmował się też tworzeniem obsady do filmu Tadeusza Śliwy (Nie)znajomi.
Wystąpił w programie rozrywkowym Kabaret na żywo w telewizji Polsat

## Życie prywatne
Żonaty. Ma dwie córki, Maję i Jagodę.

## Filmografia
- 1999: Badziewiakowie jako strażak
- 2000: 13 posterunek 2 jako morderca serów (odc. 8)
- 2009: Złoty środek jako Piotr
- 2012: Piąty Stadion jako Wariat Staszek
- 2012: Ja to mam szczęście! jako Jarosław Klata, pedagog szkolny
- 2013: Wrzuć na luuuz (różne postaci)
- 2014: Wrzuć na luuuz jako sąsiad
- 2014: Słodkie życie jako Janusz
- 2014: Co leci w sieci jako kabareciarz
- 2016: Dwoje we troje jako łowca promocji
- 2016: O mnie się nie martw jako Gorzelniak
- 2017–2019: Ucho Prezesa jako Mariusz
- 2017: Na dobre i na złe jako Tomasz, partner Haliny (odc. 676)
- 2018: Za marzenia jako Erwin Anielak, szef Zosi
- 2019: 39 i pół tygodnia jako Zielarz
- od 2019: Zainwestuj w marzenia jako Erwin Anielak
- 2019: Jak poślubić milionera? jako pasażer taksówki
- 2020: Jak zostać gwiazdą? jako mężczyzna
- 2020: Najmro. Kocha, kradnie, szanuje jako negocjator
- 2021–2022: Kowalscy kontra Kowalscy jako Hamlet Wołodyjowski, mąż Milany, ojciec Eli
- 2021: Piękni i bezrobotni jako Gwidon
- 2022: Ojciec Mateusz jako dr Suchocki (odc. 346)